# Dziwnów (gmina)
Dziwnów est une gmina mixte du powiat de Kamień, Poméranie occidentale, dans le nord-ouest de la Pologne. Son siège est la ville de Dziwnów, qui se situe environ 6 km au nord-ouest de Kamień Pomorski et 68 km au nord de la capitale régionale Szczecin.
La gmina couvre une superficie de 37,91 km2 pour une population de 4 003 habitants en 2016.

## Géographie
Outre la ville de Dziwnów, la gmina inclut les villages de Dziwnówek, Łukęcin et Międzywodzie.
La gmina borde les gminy de Kamień Pomorski, Rewal, Świerzno et Wolin.